# Rischden

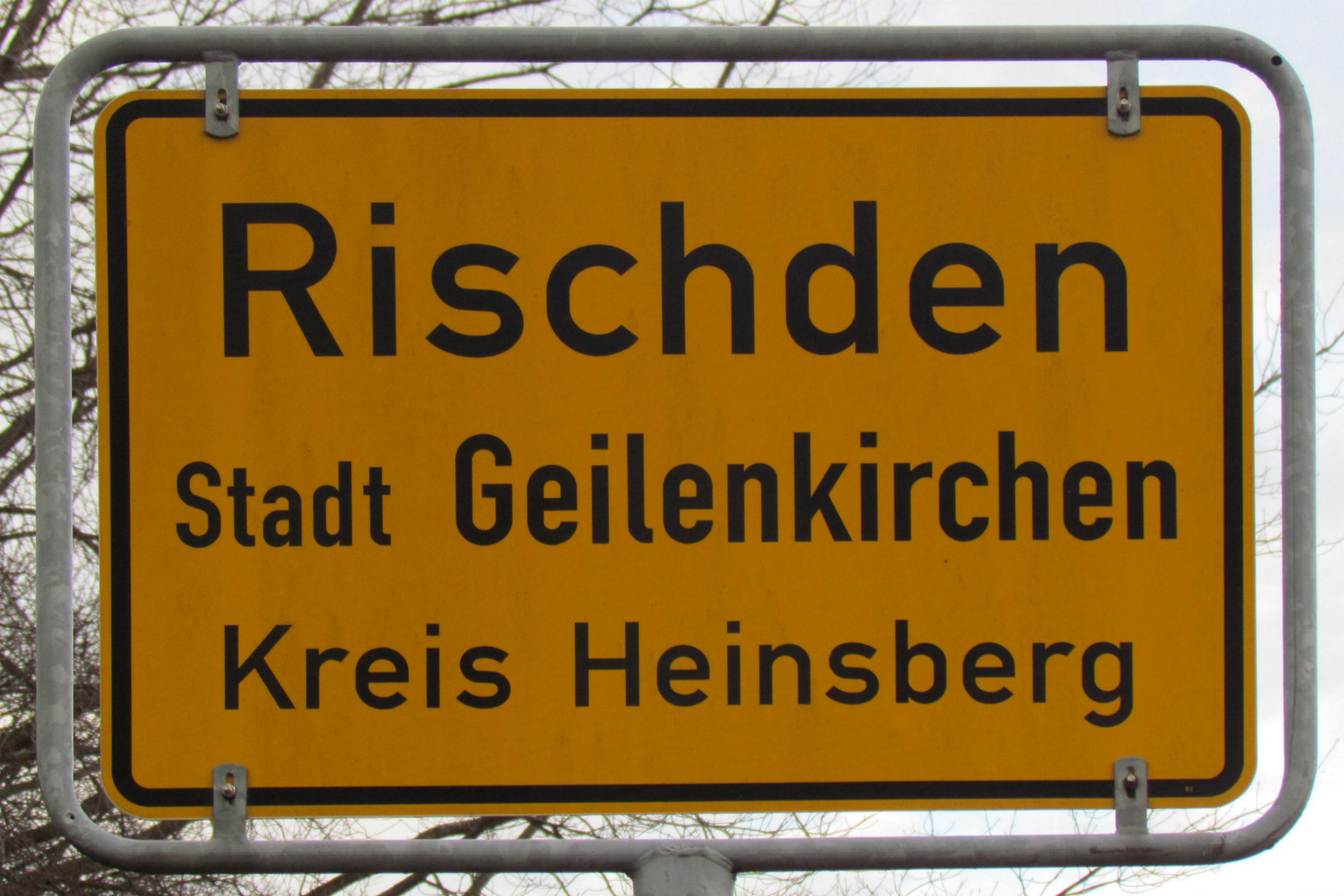
Ortsschild

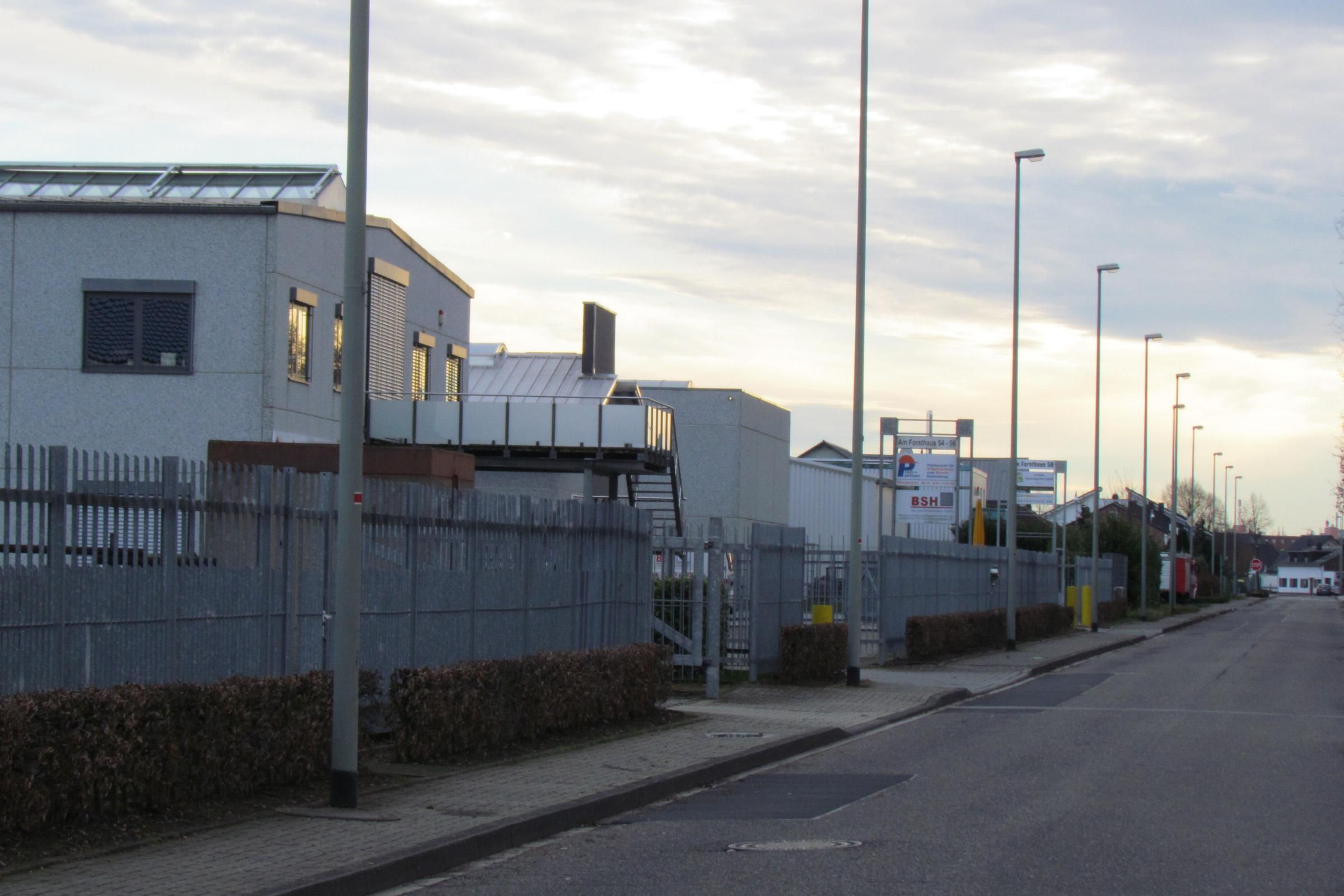
Industriegebiet zwischen Rischden und Niederheid

Rischden ist ein Ortsteil der Mittelstadt Geilenkirchen im Kreis Heinsberg im Bundesland Nordrhein-Westfalen.

## Geschichte

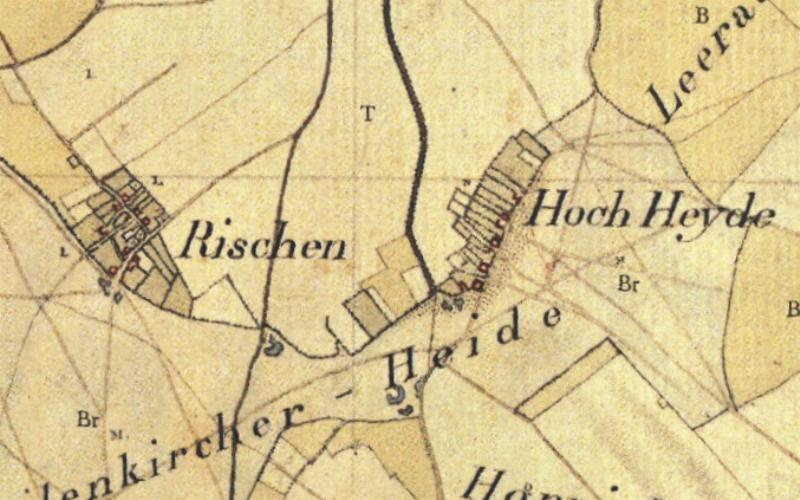
Rischden auf der Tranchotkarte 1803–1820

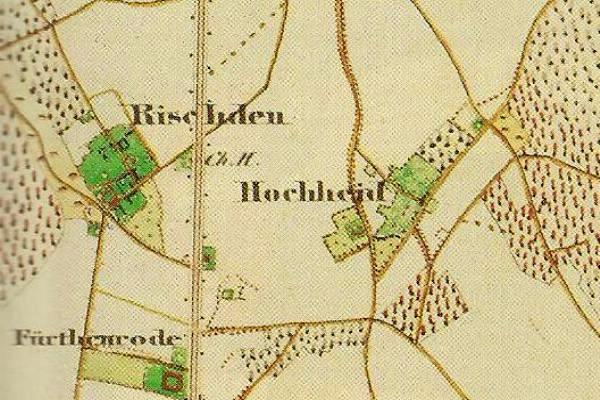
Rischden auf der Urkatasterkarte 1846

### Lage
Rischden liegt circa zwei Kilometer nördlich von Geilenkirchen an der Bundesstraße 221, die von Straelen im Kreis Kleve über Heinsberg und Geilenkirchen nach Alsdorf in die Städteregion Aachen verläuft. Die Strecke hat eine Länge von 75 km.

### Gewässer
Bei Starkregen und bei Schneeschmelze fließt das Oberflächenwasser aus Rischden zum Kötteler Schar (GEWKZ 282894). Der Bach führt vorbei an Uetterath und durch Dremmen und mündet nach einer Länge von 9,498 km bei Grebben in die Wurm.

### Nachbarorte
| Straeten   | Tripsrath                                   | Nirm      |
| Hatterath  | Kompassrose, die auf Nachbargemeinden zeigt | Hochheid  |
| Niederheid | Geilenkirchen                               | Süggerath |

### Siedlungsform
Rischden ist ein locker bebauter Weiler.

## Geschichte

### Ortsname
- 1337 (de) Resde
- 1445 Ryschden
- 1539 Reyßden
- 1666 Rischden
- 1820 Rischen

### Ortsgeschichte
Rischden gehörte zum Jülicher Amt Geilenkirchen, ebenso das Gericht. Im Jahre 1445 besaß das Heinsberger Gangolfusstift in Rischden einen Hof. Ein weiterer Gutshof war ein Unterlehen des Loher Hofes. Die Flurbezeichnung in der Gemarkung trägt den Namen Geilenkircher Heide.
Rischden hatte 1828 insgesamt 82 Einwohner, 1852 waren es 116 Einwohner. Im Zuge der Gebietsreform zum 1. Januar 1972 blieben die Orte Tripsrath, Hochheid und Rischden bei der Stadt Geilenkirchen.
Die Orte Tripsrath, Hochheid und Rischden bilden eine Dreidörfergemeinschaft. Ihr gemeinsamer Treffpunkt ist das Bürgerhaus, die frühere Alte Schule. Unter dem Motto: Bürgerhaus stärkt die Gemeinschaft wurde das Haus im September 2011 seiner Bestimmung übergeben.

### Kirchengeschichte
Die Pfarre St. Anna Tripsrath setzt sich aus den Orten Tripsrath mit Brüggerhof, Hochheid, Rischden und Königshof zusammen. Die Bevölkerung besteht zum größten Teil aus Katholiken.
Die Pfarrgemeinde St. Anna in Tripsrath entstand durch Abpfarrung der Ortschaften Tripsrath mit Königshof, Hochheid und Rischden von der Pfarre St. Marien in Geilenkirchen. Möglich wurde dies durch Schenkungsversprechen von 80 Personen zur Finanzierung eines Rektorats sowie der Schenkung eines Grundstückes zur Errichtung der Pfarrkirche von Frl. Adele Wilhelmine Cockerill, die als Auflage die Erhebung zur Pfarrkirche vorsah.
1869 beschloss der Kirchenvorstand die Gründung eines eigenen Rektorates, 1870 wurde in Tripsrath eine Scheune als Notkirche eingerichtet. Am 9. Januar 1891 wurde Tripsrath zur Pfarre erhoben. Am 8. August 1873 legte Weihbischof Baudri den Grundstein zum Kirchenbau. Die feierliche Einweihung war am 30. Mai 1893. Im Kriegsjahr 1944/45 wurde die Kirche schwer beschädigt, 1953 war der Wiederaufbau fertiggestellt.
Im Zuge der Pfarrgemeindereformen im Bistum Aachen wurde die ehemals eigenständige katholische Pfarrgemeinde St. Anna Tripsrath in die Gemeinschaft der Gemeinden (GdG) St. Bonifatius Geilenkirchen eingegliedert.

### Schulwesen
- Volksschule Tripsrath auch für Rischden, 1925: 2 Klassen, 2 Stufen, 1 Lehrer, 1 Lehrerin, 78 Kinder
- Volksschule Tripsrath auch für Rischden, 1965: 2 Klassen, 2 Lehrerstellen, 72 Kinder

## Politik
Gemäß § 3 (1) k) der Hauptsatzung der Stadt Geilenkirchen bilden die Orte Tripsrath, Hochheid und Rischden einen Stadtbezirk, der durch einen Ortsvorsteher im Stadtrat der Stadt Geilenkirchen vertreten wird.

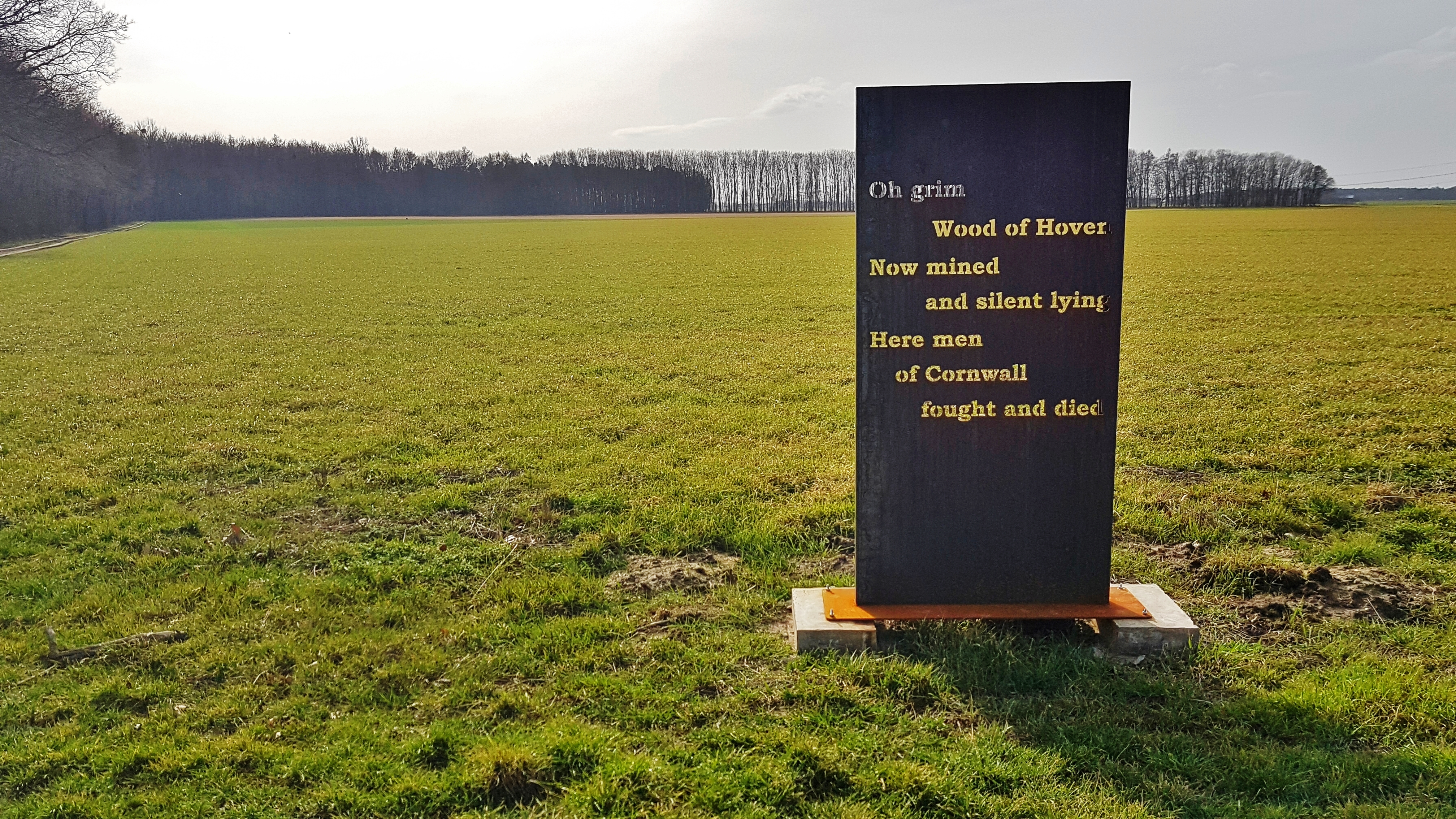
In Gedenken an die Winterkämpfe Nov. 1944 - Febr.1945 im Raum Rischden -Tripsrath - Hoven

## Sehenswürdigkeiten

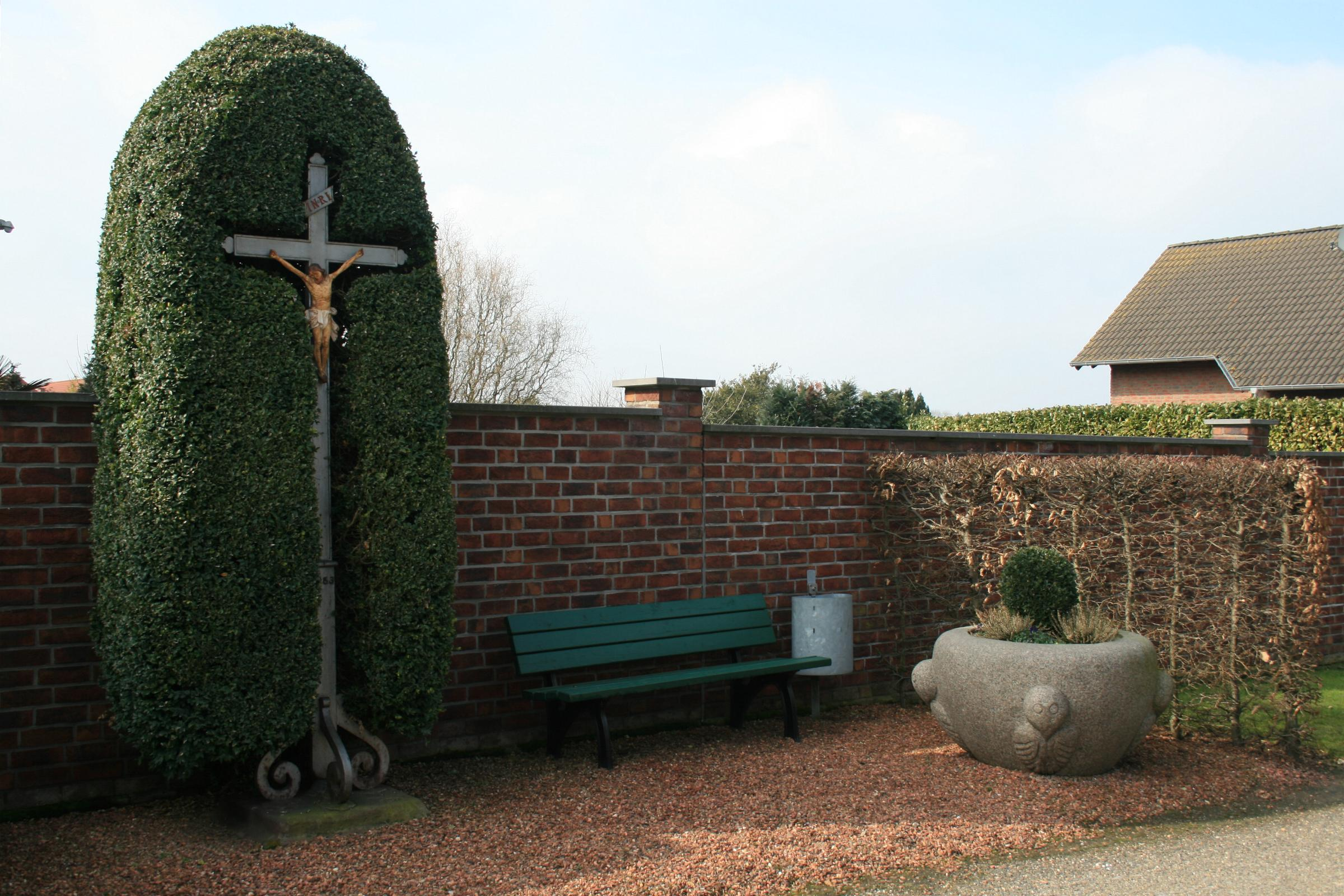
Wegekreuz und Denkmal

- Katholische Pfarrkirche St. Anna als Denkmal Nr. 1
- Buntverglasung in der katholischen Pfarrkirche[5]
- 600 Jahre alte Linde in Tripsrath
- Wegekreuz in Rischden als Denkmal Nr. 17

## Infrastruktur

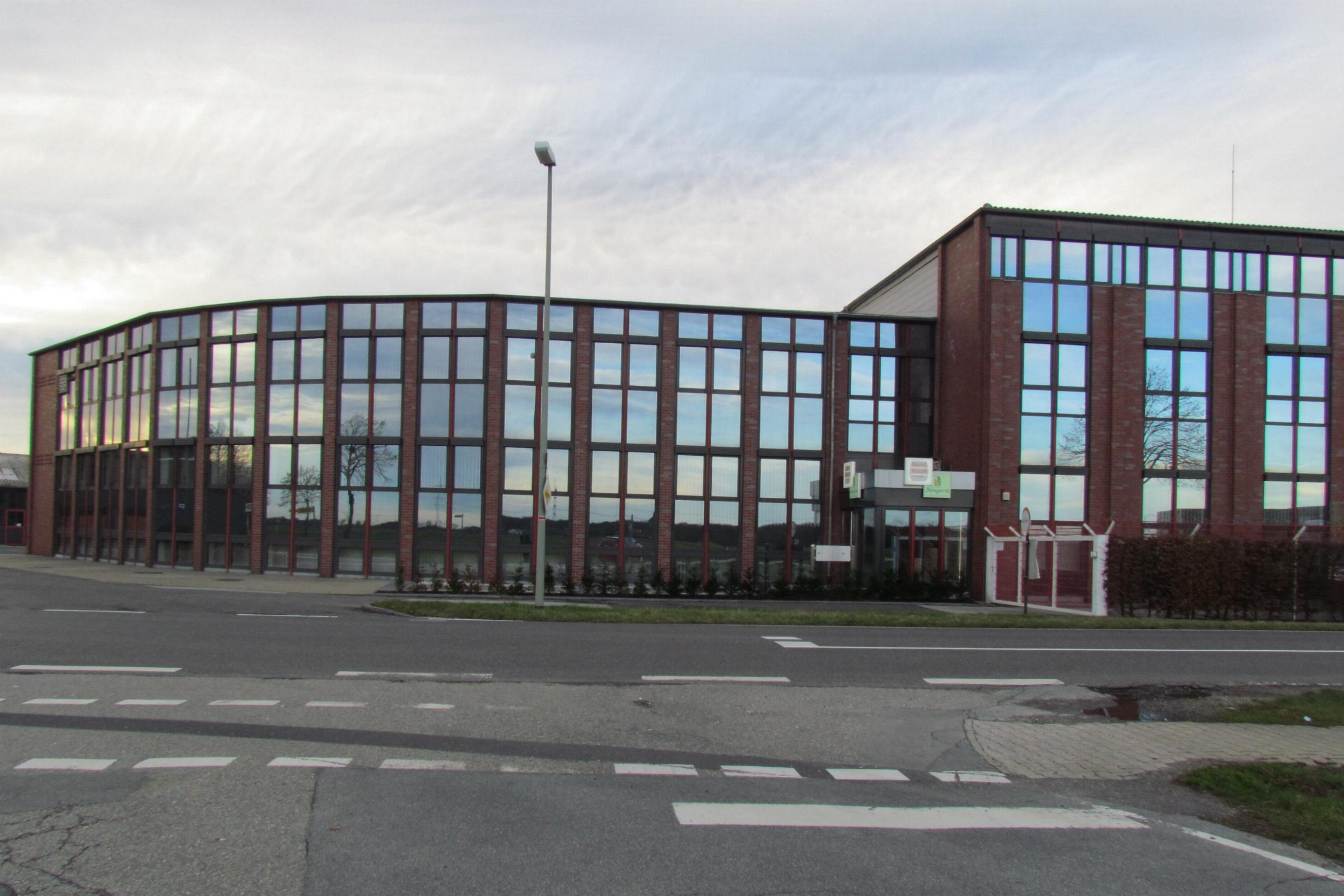
Getränkefachgroßhandlung in Rischden

- Es existieren ein landwirtschaftlicher Betrieb, zwei Landhäuser, ein Restaurant, ein Fachmarkt für Arbeitsschutz und Berufsbekleidung, ein Ingenieurbüro für Bauwesen, ein Geschäft für Schneiderei und Kurzwaren, eine Agentur für Werbetechnik, eine Getränkefachgroßhandlung und mehrere Kleingewerbebetriebe.
- Der Spielplatz für Rischden befindet sich in der Daimlerstraße.
- Der Ort hat Anschluss an das Radverkehrsnetz NRW.

## Verkehr
Die AVV-Buslinien 410, SB1 und GK2 der WestVerkehr verbinden Rischden mit Heinsberg und Geilenkirchen. Zusätzlich kann abends und am Wochenende kann der Multi-Bus angefordert werden.
| Linie | Verlauf |
| ----- | --- |
| 410   | (Oberbruch Schulzentrum – Unterbruch –) Heinsberg Busbf – Heinsberg AOK – (Schleiden – Uetterath – Rischden) / (Aphoven – Scheifendahl – Straeten – Waldenrath – Tripsrath – Hochheid) – (Bauchem – Geilenkirchen Schulzentrum – Bauchem –) Geilenkirchen Bf |
| SB1   | Schnellbus: Erkelenz Bf – Erkelenz Burg / Erkelenz ZOB – Gerderath – Myhl – Wassenberg – Orsbeck – Unterbruch – Heinsberg Busbf – (Schleiden –) Rischden – Geilenkirchen Bf                                                                                  |
| GK2   | (Geilenkirchen Bf – Bauchem) / (Gillrath – Hatterath) – Niederheid (– Rischden – Tripsrath – Hochheid) |

## Vereine
- Freiwillige Feuerwehr Geilenkirchen Löschgruppe Tripsrath auch zuständig für Rischden
- Musikverein Sankt Anna Tripsrath e. V.
- SV (Spielvereinigung) Süggerath-Tripsrath 09/18 1999 e. V.
- Modellflugclub Ikarus Geilenkirchen-Rischden e. V.
- Katholischer Kindergarten Sankt Anna Tripsrath

## Straßennamen
Am Forsthaus, Am Lehnhof, Ikarusweg, Landstraße